# Fravia
 (décembre 2020).
Fravia (ou Fravia+), né Francesco Vianello le 30 août 1952 à Oulu (Finlande) et mort le 3 mai 2009 à Bruxelles (Belgique), est un hacker italien connu dans le milieu de l'ingénierie inverse.
Fravia était aussi un expert en linguistique et parlait six langues : allemand, italien, français, anglais, finnois, espagnol.